# Air Corridor
Air Corridor fou una aerolínia amb base a Nampula, Moçambic. Operava serveis domèstics. La seva base principal era l'aeroport de Nampula. Air Corridor va cessar les operacions el 10 de gener de 2008.

## Història
L'aerolínia va ser fundada el 2004 i va començar les seves operacions a l'agost de 2004 amb un sol Boeing 737. Era de propietat privada. Per raons de seguretat, el personal del Govern dels Estats Units inicialment va prohibir volar en aquesta companyia, prohibició que va ser aixecada el 9 de febrer del 2007.

## Destinacions
Air Corridor operava serveis a les següents destinacions domèstiques programades (al març de 2007): Beira, Tete, Lichinga, Maputo, Nampula, Pemba i Quelimane.

## Flota
La flota d'Air Corridor consistia en els següents aparells (abril 2008):
- 2 Boeing 737-200